# SATTI
La société SATTI SpA, Società Anonima Torinese Tranvie Intercomunali SpA, renommée Società per Azioni Torinese Trasporti Intercomunali SpA, était une entreprise de transport public opérant principalement dans la Province de Turin jusqu'au 1er janvier 2003, date à laquelle elle a fusionné avec l'ATM de Turin pour former le Gruppo Torinese Trasporti - GTT.

## Histoire
La société S.A.T.T.I. SpA a été créée par la Municipalité de Turin pour organiser la gestion des tramways intercommunaux qui s'étaient développés autour de la capitale turinoise entre les XIXe et XXe siècles par des sociétés privées sous une direction publique unique.
Son origine remonte à l'électrification de la ligne de tramway Turin - Orbassano - Giaveno, à partir du 1er janvier 1928 par la société E.T.O.S. (Esercizio Tranvie di Orbassano e Stupinigi) à la même période que son rachat par la société S.T.F.F.E. (Società Torinese di Tramways e Ferrovie Economiche),.
Le 21 décembre 1936, la ligne de tramway est reprise par la nouvelle société S.A.T.T.O. (Società Anonima Tranvie Torino Ovest), créée pour compléter son électrification jusqu'à Giaveno. La société va connaître une existence éphémère puisqu'elle va fusionner le 1er janvier 1937 avec la Società Anonima Tramways di Torino SpA (surnommée « belge » en raison de l'origine d'une partie des capitaux) pour former la S.A.T.T.I. SpA - Società Anonima Torinese Tranvie Intercomunali SpA, acronyme qui est devenu, durant les années 1940, la Società per Azioni Torinese Tranvie Intercomunali,.
La société S.A.T.T.I. SpA a prospéré et a pu créer d'autres lignes de tramways et racheter les concessions de plusieurs lignes d'autobus qui ont élargi son rayon d'action jusqu'à aller au delà des limites de la Province de Turin.
En 1959, SATTI SpA rachète la concession de la ligne de chemin de fer "Canavesana".
Le 22 février 1980, SATTI SpA est intégrée dans le consortium T.T. - Trasporti Torinesi avec l'ATM de Turin - Azienda Tranvie Municipali Société des Tramways Municipaux de Turin, changeant de ce fait l'acronyme SATTI en Società per Azioni Torinese Trasporti Intercomunali. Le consortium T.T. est dissout le 31 décembre 1996 et la gestion des services de transports urbains et suburbains est répartie entre ATM et SATTI SpA.
En 1982, SATTI SpA rachète la concession de la ligne de chemin de fer "Turin-Ceres".
En décembre 1998, la Mairie de Turin confie à SATTI SpA la concession, la construction et la gestion de la ligne 1 du métro automatique de Turin.
En 1999, SATTI SpA prend la gestion de la ligne de chemin de fer Trofarello-Chieri des FS, établissant la connexion avec la ligne "Canavesana" et la Turin-Ceres sur les voies des FS de la jonction de Turin.
Le 1er janvier 2003, SATTI SpA fusionne avec l'ATM de Turin - Azienda Torinese Mobilità pour former le GTT - Gruppo Torinese Trasporti.

## La société SATTI SpA
La société SATTI SpA a établi son siège social au numéro 3 de la Via Giordano Bruno 3, dans le secteur situé entre Corso Bramante et les voies ferrées des FS, là même où ETOS avait construit son propre dépôt ferroviaire relié à celui de "Torino Smistamento" et relié au réseau du tramway de Turin sur la double voie urbaine du tramway Turin–Orbassano–Giaveno sur le corso Stupinigi à via Rapallo.
En 1959, après la fermeture de cette ligne de tramway, SATTI abandonne ses ateliers d'Orbassano, les regroupant avec ceux de Turin qui devient alors le dépôt de tout son parc de matériel roulant.

## Les lignes intercommunales de tramways

### Turin-Moncalieri-Trofarello-Poirino
Le 1er janvier 1937, lors de sa constitution, SATTI SpA rachète à la Società Anonima dei Tramways di Torino (surnommée « belge ») la concession de la ligne de tramway intercommunal Turin-Moncalieri-Trofarello-Poirino, longue de 25,2 km, à traction électrique, dont le terminus de Piazza Castello à Turin avait été déplacé Piazza Gran Madre di Dio en 1928.
Grâce à l'importance des villes et bourgades desservies, à la qualité, la fiabilité et la rapidité du service réalisé à des horaires parfaitement bien adaptés aux besoins du public, cette ligne est devenue l'une des mieux équipées de Turin. Personne n'a pu contester que la gestion de cette ligne par SATTI a donné entière satisfaction et a vu une augmentation considérable du nombre de voyageurs, passé de 954 000 en 1936 à 1 130 000 en 1937 et 1 250 000 en 1938.
Une nouvelle hausse du trafic de passagers a été enregistrée à la fin des années 1930 à la suite de la mise en service d'un grand nombre de motrices de tramway de la ATM Série 2500, fournies par la Société Municipale des Tramways ATM de Turin et équipées d'un double captage de courant, par perche et frotteur en arc (l’ancêtre du pantographe),.
La ligne de tramway a été supprimée et remplacée par des autobus le 1er juin 1949 en raison du mauvais état de la ligne, fortement endommagée pendant la guerre et dont la reconstruction avait été retardée.

### Turin – Orbassano – Giaveno
Le 1er janvier 1937, lors de sa création, SATTI rachète à SATTO la concession du tramway intercommunal à traction électrique Turin-Orbassano-Giaveno et sa branche Bivio Sanatorio-Sanatorio pour desservir l'hôpital, longue de 31,8 km dont le terminus Via Sacchi à Turin était situé tout près de la Gare de Turin-Porta-Nuova. La ligne fut entièrement électrifiée en 1928, en remplacement de la traction à vapeur précédente.
Traversant des zones riches en agglomérations industrielles non desservies par le chemin de fer, la ligne favorisait le trafic commercial, s'avérant particulièrement profitable pour le trafic de marchandises alimenté par les industries manufacturières de Giaveno et d'Orbassano et par les carrières de pierre de Trana.
L'état du matériel roulant et de l'armement après la guerre ont favorisé la mise en place expérimentale d'autobus de remplacement à partir de décembre 1957. L'extension progressive des autobus à conduit à la suppression totale du tramway sur la ligne le 31 octobre 1958.

### Turin-San Mauro-Gassino-Chivasso-Brusasco
En 1937, SATTI a racheté la concession du tramway intercommunal Turin-San Mauro-Gassino-Chivasso-Brusasco, à traction électrique, longue de 37,4 km, à la Società Anonima dei Tramways de Turin (surnommée "Belge"), dont le terminus était situé Corso Regina Margherita au coin de Corso San Maurizio, à Turin.
Avec le changement de gestionnaire, l'armement de la ligne a subi une rénovation complète ce qui a permis de supporter l'augmentation progressive du nombre de passagers, qui passa de 53 000 en 1936 à 70 000 en 1937 et à 90 000 en 1938. Pendant la Seconde Guerre mondiale, le tramway a été intensément utilisé par de nombreux Turinois pour passer les nuits à l'abri des bombardements aériens. Très affectée par les bombardements intensifs sur la région de Turin durant la Seconde Guerre mondiale, les tramways sont remplacés par des autobus le 1er juin 1949.

### Turin-Settimo Torinese
En 1938, SATTI rachète la concession de tramway intercommunal Turin-Settimo Torinese et la branche Barca-Bertolla, toutes deux électriques, à la STEP - Società Trazione Elettrica Piemontese. Elle déplace son terminus de Corso Regina Margherita, devant la caserne des pompiers, à la gare de Via Fiocchetto, qui venait d'être construite, permettant à la fois la reconstruction partielle de la voie et l'augmentation de la fréquence.
L'augmentation importante du trafic qui s'est ensuivie a été accompagnée d'une diminution du transport de marchandises qui a conduit à la suppression de ce service avant même la Seconde Guerre mondiale. Après la guerre, à l'instar des autres tramways intercommunaux de Turin, le service de tramway a été remplacé par des autobus en 1954.

## Les lignes d'autobus
La société municipale SATTI SpA a assuré la gestion des 70 lignes d'autobus extra-urbaines qui reliaient Turin aux communes de la première ceinture « intercommunales » dont la ligne Turin-Condove et Turin-Rubiana, mais aussi dans les provinces limitrophes d'Alessandria, Asti et Cuneo. Depuis le 1er janvier 2003, toutes les lignes d'autobus sont gérées directement par le Gruppo Torinese Trasporti-GTT.

## Liaisons ferroviaires

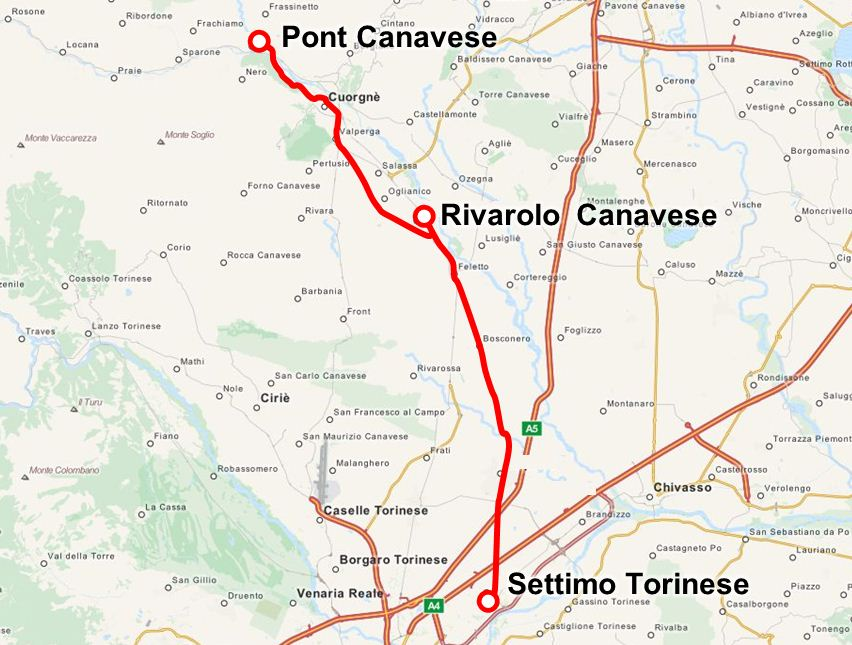
Plan ligne SATTI "Canavesana" (38 km)

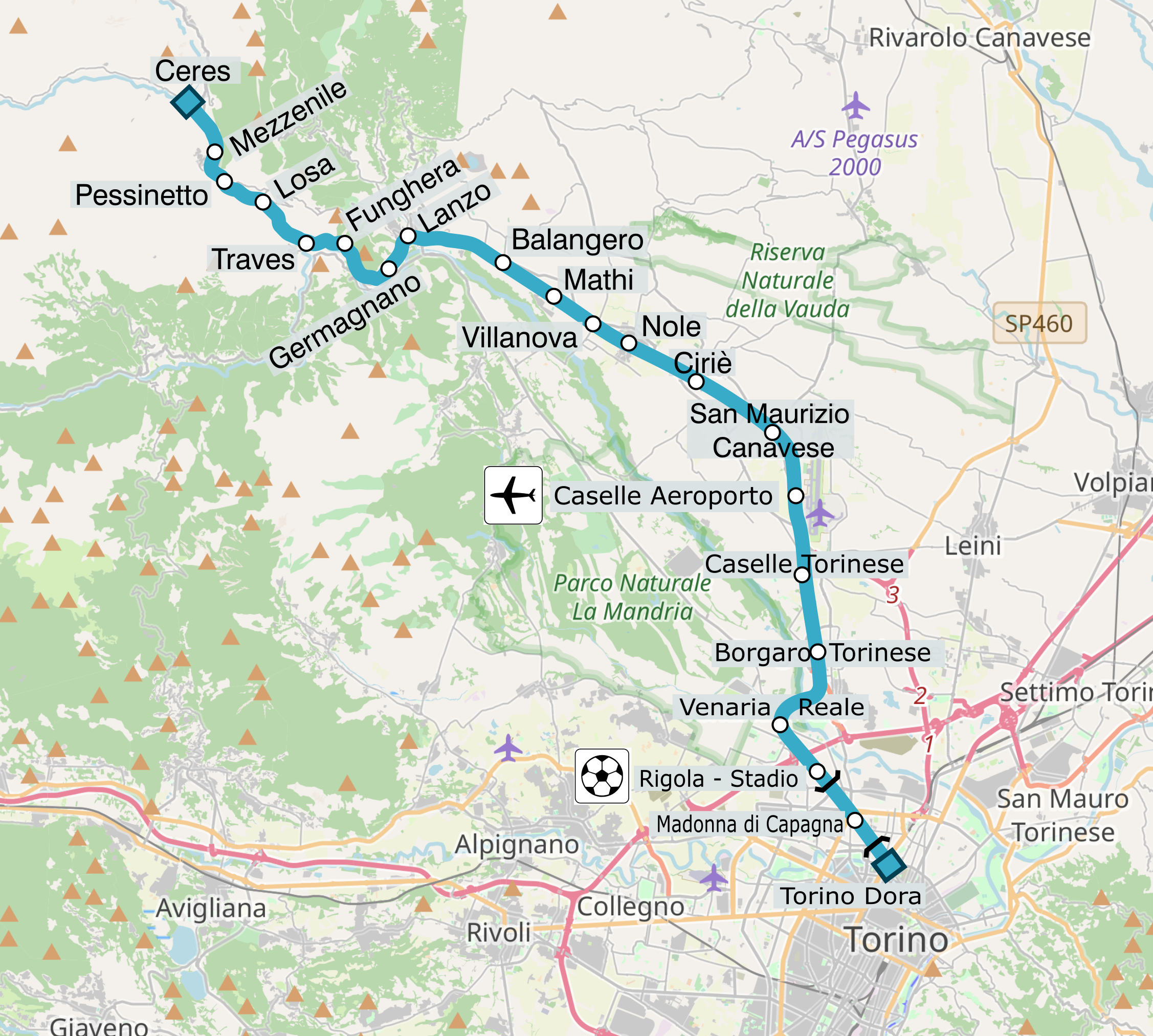
Plan de la ligne SATTI Turin-Ceres (43 km)

En 1957, la société SATTI SpA a pris le relais des "Ferrovie Torino Nord - FTN", concessionnaire de la ligne de chemin de fer "Canavesana" longue de 38 km, a racheté tout le matériel roulant et les usines en 1959 pour assurer la continuité de l'exploitation des lignes : 
- Gare de Turin-Porta-Susa – Settimo Torinese – Rivarolo Canavese, avec transit sur les voies des FS de Turin Porta Susa à Settimo Torinese,
- Rivarolo Canavese – Castellamonte, supprimée à la suite de l'inondation du 24 septembre 1993[19],
- Rivarolo Canavese – Pont Canavese.

En 1982, SATTI SpA rachète la concession de la ligne de chemin de fer Turin-Ceres placée sous administration judiciaire, ainsi que tout le matériel roulant et les installations pour assurer l'exploitation de la ligne.
Le 1er septembre 1997, l'opération est répétée pour la ligne de chemin de fer Trofarello-Chieri des FS, sur laquelle les trains de la "Canavesana" partagent les mêmes voies entre les gares de Settimo et Trofarello.
Durant cette période, la réalisation d'une connexion entre Germagnano, sur la ligne Turin-Ceres, et Pinerolo, sur la ligne Turin-Pinerolo, via le nœud ferroviaire de Turin, est envisagée mais, la mise en service avec des trains SATTI et FS, a été reportée,.
Le 1er janvier 2003, les activités ferroviaires de SATTI ont été transférées au Gruppo Torinese Trasporti - GTT après l'intégration d'ATM et SATTI dans le GTT.

### Embranchements et raccordements
En complément des lignes de tramways interurbains et des lignes de chemin de fer, la société SATTI SpA a assuré la gestion d'importants tronçons d'embranchements et de raccordements ferroviaires en zones urbaines, voies électrifiées en courant continu 600 V.

#### FIAT Mirafiori - Gare FS Turin-Smistamento
La méga usine Fiat Mirafiori était reliée, dès sa création en 1939, à la hauteur de Piazzale Caio Mario, à une voie reliée aux voies existantes ATM / SATTI du corso Stupinigi, utilisée à la fois par le tramway intercommunal Turin-Giaveno et par les trains de marchandises transportées entre l'usine FIAT et la connexion avec la gare de Turin Smistamento des FS située près du dépôt SATTI de Via Giordano Bruno.
Les tracés définitifs de Via Onorato Vigliani ont été demandés par FIAT par un document officiel daté du 17 février 1939, avant même l'inauguration officielle de l'usine, qui a eu lieu le 15 mai, et qui précisait : "Le raccordement de la nouvelle usine Fiat Mirafiori a été prévu avec une connexion externe qui passe sous le Corso Stupinigi, longe la Via Vigliani, passe sur la ligne de chemin de fer vers Gênes et rejoint la connexion existante des usines du Lingotto ».
Le déclenchement de la guerre a retardé la réalisation du projet, qui a été réalisé en 1947 avec une voie unique et un passage à niveau Piazza Caio Mario. Le passage souterrain a été réalisé en 1959 avec une variante importante par rapport au projet initial de 1939 : le passage souterrain se ramifiant en deux branches, à droite celle desservant l'usine Mirafiori 1 d'origine et à gauche celle entrant dans la nouvelle usine Mirafiori 2 Sud, construite entre-temps, au-delà via Luigi Settembrini.
La baisse de trafic sur la "jonction Mirafiori - Lingotto", comme mentionnée sur les documents FIAT de l'époque, a commencé le 24 juin 1981 avec l'ouverture de la nouvelle gare de triage des FS de Turin Orbassano Smistamento, à laquelle les usines FIAT furent reliées par un embranchement à double voie, armée avec ses propres locomotives diesel. Le service SATTI a subi une contraction qui a engendré une exploitation ramenée à une voie unique à partir du 14 octobre 1982 jusqu'à sa fermeture définitive le 1er avril 1983.

#### Marchés de Gros Fruits et Légumes – Gare FS Turin Smistamento
La société SATTI SpA a pris le relais d'ETOS, qui en 1935 avait obtenu la concession par la Municipalité de Turin de la liaison ferroviaire entre les dépôts des Marchés de Gros de Fruits et Légumes et la gare FS de Turin Smistamento.
Le 30 mai 1958, un accord est signé entre la Municipalité de Turin et le Ministère des Transports pour "la continuation, la modification et l'agrandissement des embranchements des Marchés de Gros de Fruits et Légumes et du Bureau des Douanes du Ministère de Finance", tronçon qui devait être électrifié et la gestion confiée à SATTI SpA.
L'extension a été réalisée en 1958 et s'est étendue aux clients FIAT - Section Metalli (Fiat Ferriere) avec un accès au coin des Via Giordano Bruno et Arduino, et Cristal Art avec un accès Via Zino Zini.
Le trafic sur cette ligne a connu une diminution à partir du début des années 1980 mais s'est poursuivie jusqu'au 31 mai 1987 lorsque les travaux de construction du tunnel reliant les gares de Turin Lingotto et Turin Porta Susa ont commencé. SATTI SpA a été forcée d'abandonner la ligne dont le trafic a été assuré par les FS sur ses propres voies jusqu'au 31 décembre 2001, date à laquelle le Marché de Gros Fruits & Légumes a été transféré près de la gare de triage de Turin Orbassano Smistamento ds FS. [29]

#### Manufacture des Tabacs – Gare FS de Turin Vanchiglia
En 1938, SATTI SpA hérite de la STEP, la ligne de tramway intercommunal Turin – Settimo Torinese et de l'embranchement d'environ 240 mètres, entre la Manufacture Nationale des Tabacs (MT) Corso Regio Parco et la gare FS de Turin Vanchiglia. La maintenance des petites locomotives électriques qui assuraient le trafic sur le branchement était assuré localement, mais pour des interventions plus complexes, il était nécessaire de faire transférer par les FS les machines jusqu'au dépôt SATTI de Via Giordano Bruno sur le trajet entre les gares de Turin Vanchiglia et Turin Smistamento. Après la fermeture de la connexion MOI en 1987, la direction de SATTI a également cessé sur cette connexion et les a traduitspour MT, ils ont été repris par le FS jusqu'à sa fermeture le 19 mars 1996.

## Galerie de photographies

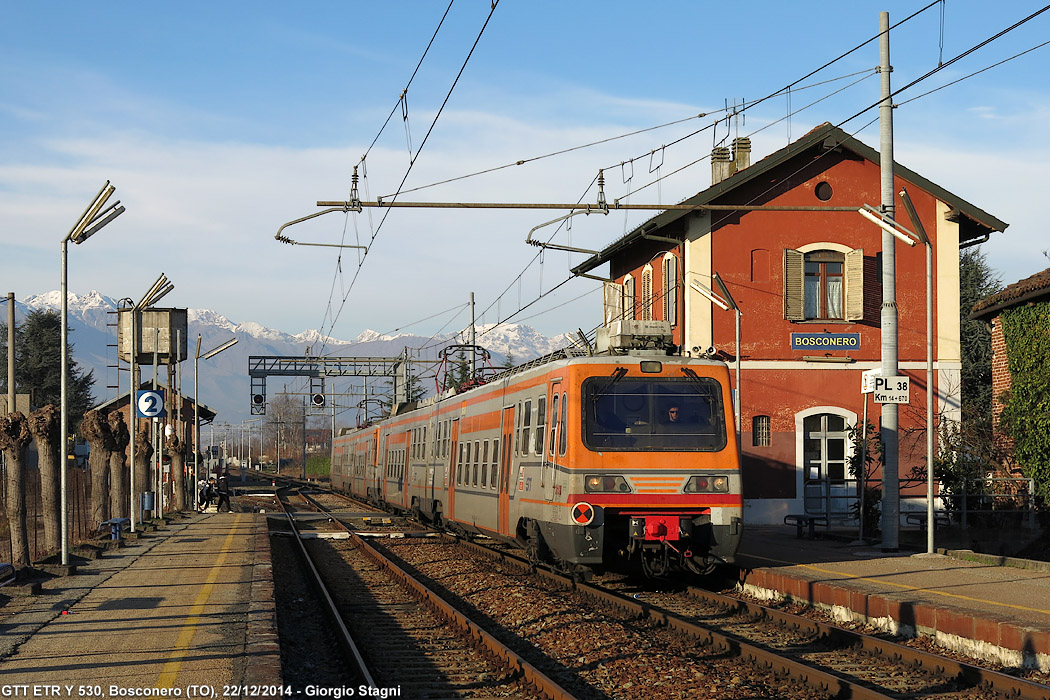
Rame Fiat ETR 530 en gare de Bosconero Ligne SATTI Canavesana
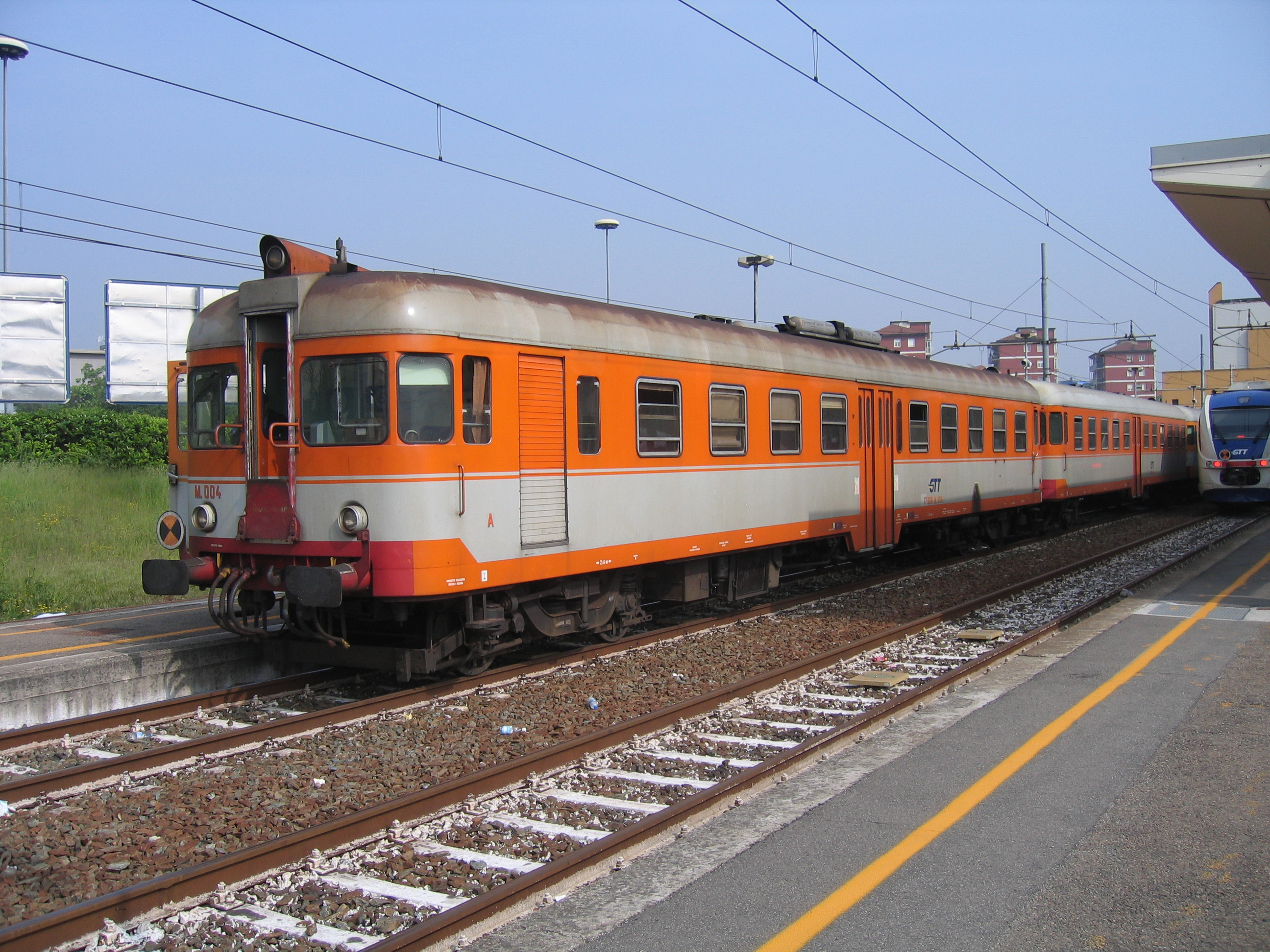
Rame Fiat Aln 668 en gare de Turin Lingotto - Ligne SATTI
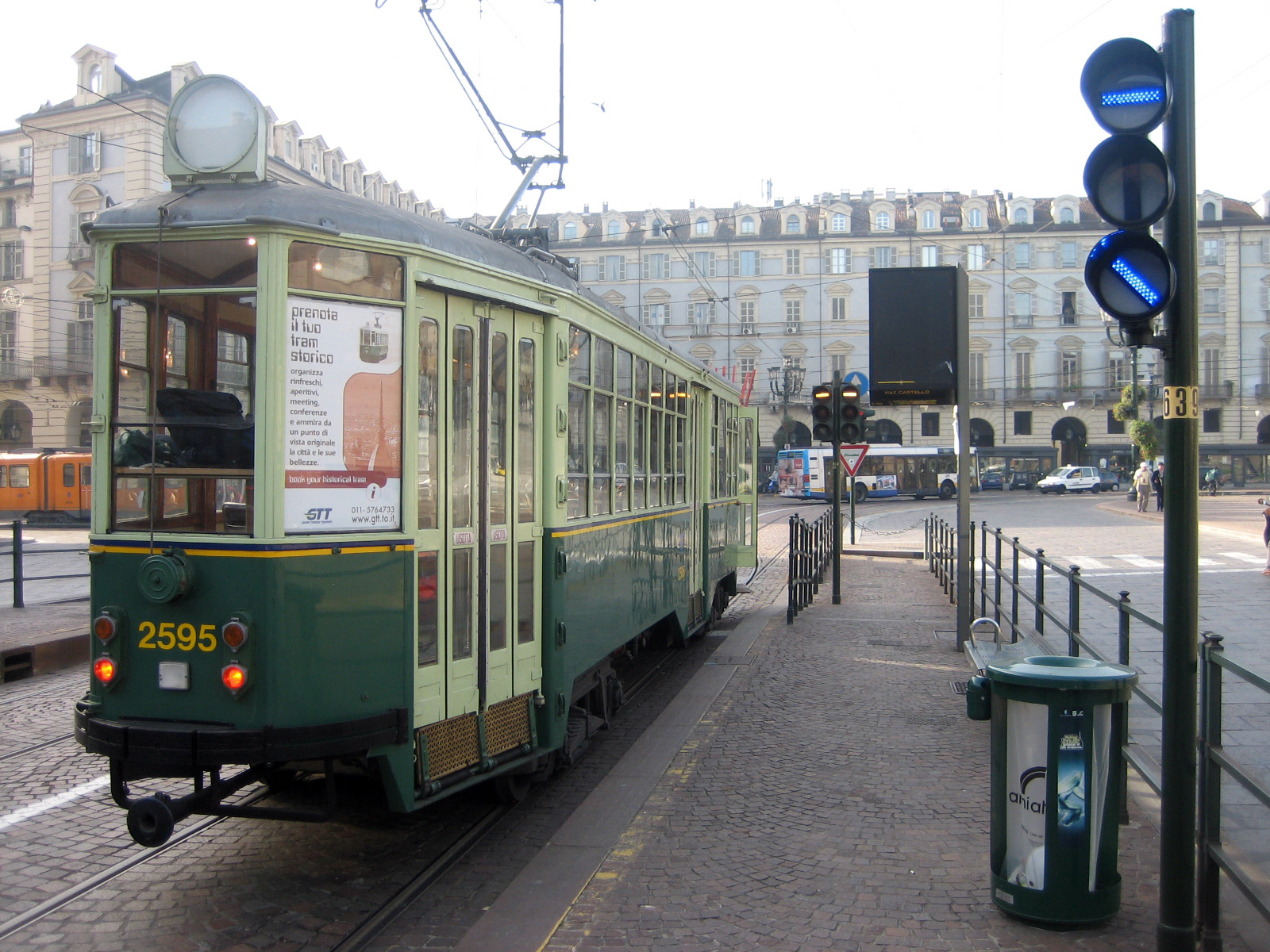
Tramway historique Stanga ATM série 2500 dans sa livrée d'origine (1932)
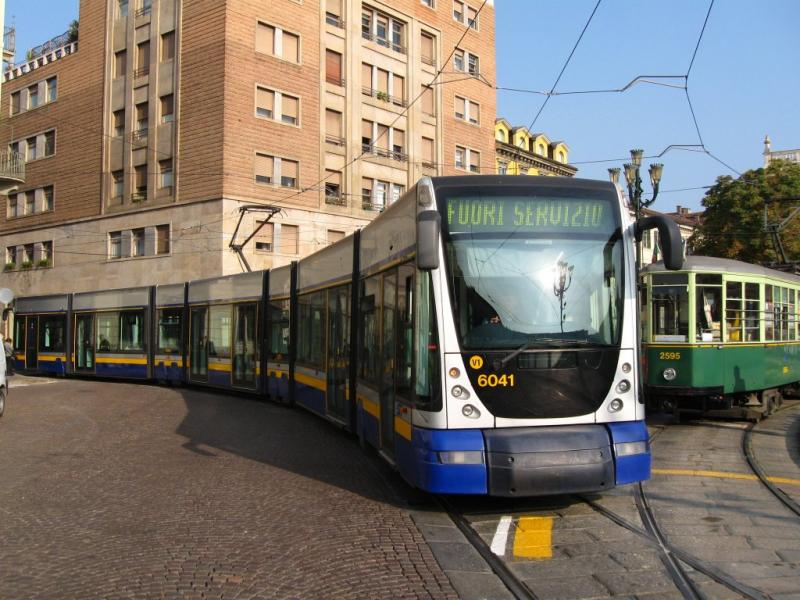
Tramway série 7000
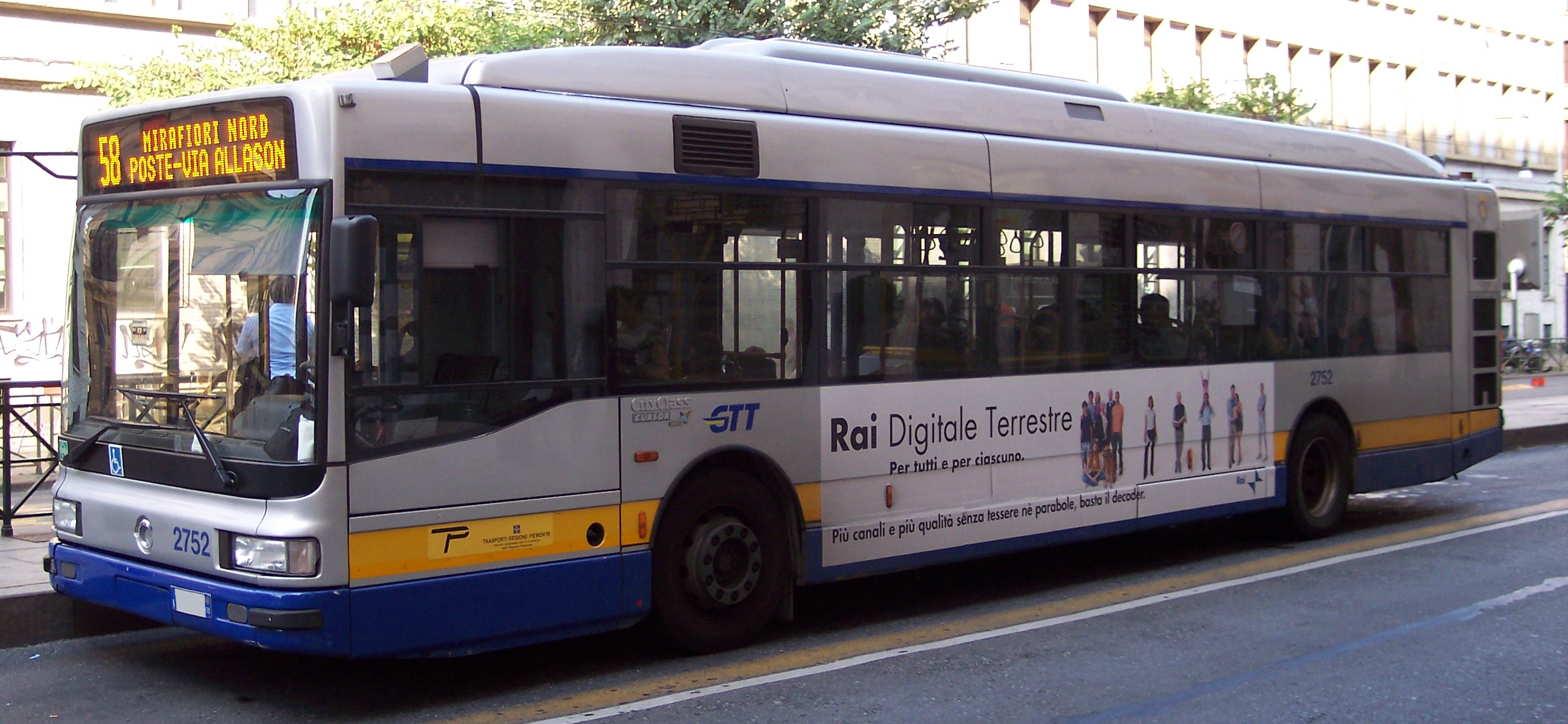
Autobus Irisbus CityClass ligne 58
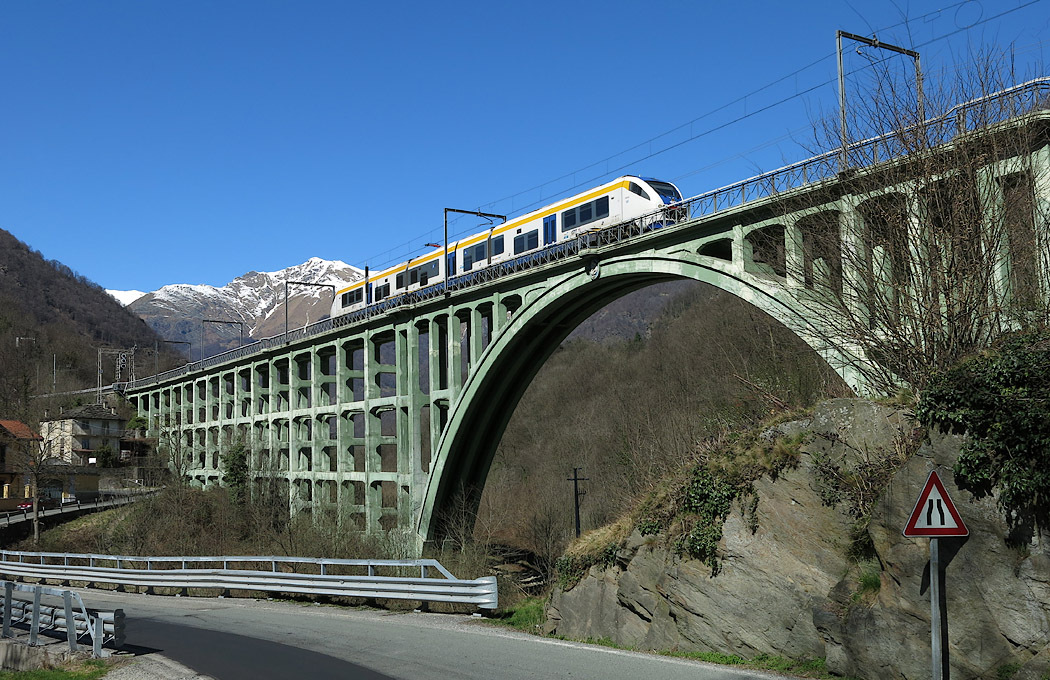
Train sur la ligne Turin - Ceres